# Ґорлувко
Ґорлувко (пол. Gorłówko, нім. Gorlowken; 1938-1945: Gorlau) — село в Польщі, у гміні Старі Юхи Елцького повіту Вармінсько-Мазурського воєводства.
Населення — 130 осіб (2011).
У 1975-1998 роках село належало до Сувальського воєводства.

## Демографія
Демографічна структура станом на 31 березня 2011 року:
|          | Загалом | Допрацездатний вік | Працездатний вік | Постпрацездатний вік |
| -------- | ------- | ------------------ | ---------------- | -------------------- |
| Чоловіки | 61      | 11                 | 46               | 4                    |
| Жінки    | 69      | 20                 | 40               | 9                    |
| Разом    | 130     | 31                 | 86               | 13                   |